# Chimurenga (rivista)
Chimurenga è una rivista di arte, cultura e politica fondata da Ntone Edjabe nel 2002 con sede a Città del Capo in Sudafrica. Con il tempo Chimurenga amplia le sue attività producendo anche serie di pubblicazioni, una web radio, eventi e progetti specifici. Il titolo chimurenga è una parola Shona dello Zimbabwe ed è un'espressione usata per indicare la lotta per la liberazione.

## Storia
Chimurenga nasce nel 2002 come rivista di arte, cultura e politica promossa da Kalakuta Trust e fondata da Ntone Edjabe. La sua sede è a Città del Capo in Sudafrica ma il suo network è internazionale. In particolare l'attenzione di Chimurenga si rivolge all'Africa e alla diaspora africana, con l'obiettivo di creare dei collegamenti tra le culture e le politiche africane del continente e oltre il continente. Con il tempo oltre a pubblicare la rivista, Chimurenga produce serie di pubblicazioni, eventi (chiamati Chimurenga Sessions) e progetti specifici.
Secondo Cédric Vincent e Thomas Boutoux, la rivista si collega alla traduzione delle pubblicazioni africane "di idee e cultura" degli anni Cinquanta e Sessanta come Transition, Black Orpheus, Présence africaine, Staffrider e a figure storiche quali Amílcar Cabral, Aimé Césaire, Stephen Biko, Franz Fanon, Fela Kuti. Sempre secondo gli autori la rivista si è affermata come uno dei progetti editoriali più innovativi del momento, all'interno del quale si mescolano arte contemporanea, musica, letteratura, studi culturalie analisi politiche e dove autori giovani o affermanti trovano lo spazio per sperimentare nuove forme di giornalismo culturale.

### Notorietà
La rivista è presentata all'interno di quotidiani, riviste, conferenze, eventi ed esposizioni. Nel 2007 è parte del progetto Documenta Magazine all'interno della grande esposizione internazionale Documenta di Kassel; nel 2008 è presentata in un articolo di The New York Times Il suo direttore Ntone Edjabe ha inoltre raccontato la rivista e il suo approccio in numerose interviste e in conferenze come quelle del Centre Pompidou di Parigi e all'Accademia d'arte di Berlino del 2005, della Biennale di Dakar del 2006, del Massachusetts Institute of Technology del 2009.
In particolare la capacità di Chimurenga di influenzare idee e scrittura e il suo ruolo come modello educativo innovativo è riconosciuto da iniziative come Meanwhile in Africa... del 2005, Mobile A2K del 2009 e Learning Machines: Art Education and Alternative Production of Knowledge del 2010. 
Nel 2010 è avviata una collaborazione con la rivista Glänta per la traduzione di Chimurenga Magazine in svedese.

## Attività
Oltre a pubblicare la rivista, Chimurenga produce serie di pubblicazioni, eventi (chiamati Chimurenga Sessions) e progetti specifici.

### Rivista Chimurenga Magazine
Chimurenga Magazine è una rivista il cui primo volume è stato pubblicato ad aprile 2002. La rivista pubblica narrativa, saggistica, poesia, opere d'arte commissionate specificatamente per il numero e immagini; molta attenzione è dedicata alla scrittura creativa. Ogni numero ha un tema specifico.
La rivista presenta contributi tra gli altri di Njabulo Ndebele, Lesego Rampolokeng, Santu Mofokeng, Keorapetse Kgositsile, Gael Reagon, Binyavanga Wainaina, Yvonne Adhiambo Owuor, Boubacar Boris Diop, Tanure Ojaide, Dominique Malaquais, Stacy Hardy, Goddy Leye, Zwelethu Mthethwa, Mahmood Mamdani, Jorge Matine e Greg Tate.
- Chimurenga Vol. 1, Music Is The Weapon, Aprile 2002
- Chimurenga Vol. 2, Dis-Covering Home (run nigga run), Luglio 2002
- Chimurenga Vol. 3, Biko in Parliament, Novembre 2002
- Chimurenga Vol. 4, Black Gays & Mugabes, Maggio 2003
- Chimurenga Vol. 5, Head/Body(&Tools)/Corpses, Aprile 2004
- Chimurenga Vol. 6, The Orphans Of Fanon, Ottobre 2004
- Chimurenga Vol. 7, Kaapstad! (and Jozi, the night Moses died, Luglio 2005
- Chimurenga Vol. 8, We're all Nigerian!, Dicembre 2005
- Chimurenga Vol. 9, Conversations in Luanda and Other Graphic Stories, Giugno 2006
- Chimurenga Vol. 10, Futbol, Politricks & Ostentatious Cripples, Dicembre 2006
- Chimurenga Vol. 11, Conversations With Poets Who Refuse To Speak, Luglio 2007. La rivista ha prodotto un trailer di presentazione del numero[7]. Il numero è stato tradotto in svedese e pubblicato dalla rivista Glänta 2/2010[8].
- Chimurenga Vol. 12/13, Dr. Satan's Echo Chamber, Marzo 2008. La rivista ha prodotto un trailer di presentazione del numero[9].
- Chimurenga Vol. 14, Everyone Has Their Indian, Aprile 2009. Dedicato a progetti e collegamenti del Terzo Mondo, reali e immaginari, tra Africa e il sud dell'Asia. La rivista ha prodotto due video di presentazione del numero[10].
- Chimurenga Vol. 15, The Curriculum is Everything, Maggio 2010.
- Chimurenga Vol. 16, The Chimurenga Chronicle, Maggio 2011 (data prevista). Il numero è concepito come una seconda occasione per scrivere la storia: un viaggio nel tempo che analizza episodi xenofobi che hanno scosso Sudafrica, Nigeria e Kenya attraverso un quotidiano datato nel passato, 11-18 maggio 2008. Il numero è prodotto con una redazione online[11] che coinvolge scrittori, artisti e giornalisti in collaborazione con le riviste Chimurenga, Kwani? e Cassava Republic.

Chimurenga Magazine ha anche un'edizione online mensile che dà spazio a ulteriori brevi contributi slegati dai temi dei numeri cartacei.

### Chimurenganyana
Chimurenganyana è una serie di pubblicazioni e un sistema di distribuzione low cost. Una selezione di articoli sono stampati in piccolo formato e venduti dai venditori ambulanti di sigarette. Ogni edizione si focalizza su un tema specifico.
- Julian Jonker, A Silent Way: Routes of South African Jazz, 1946-1978
- Keziah Jones, When You Kill Us, We Rule!: Fela Anikulapo Kuti's Last Interview
- Dominique Malaquais, Blood Money: A Douala Chronicle
- Njabulo Ndebele, Thinking of Brenda
- Achille Mbembe, Variations on the Beautiful in the Congolese World of Sounds
- Odia Ofeimun, In Defence of the Films We've Made

### Chimurenga Library
Chimurenga Library - Biblioteca di Chimurenga - è una selezione di riviste e pubblicazioni che secondo Chimurenga hanno influenzato e influenzano il pensiero e la scrittura in Africa. La selezione è presentata in un database online con licenza CC BY-SA compatibile con Wikipedia, che raccoglie informazioni generali sulle riviste e una specie di genealogia che collega le pubblicazioni ad altre. 
Le riviste e pubblicazioni presentate all'interno della Chimurenga Library sono African Film, Amkenah, Black Images, Chief Priest Say, Civil Lines, Ecrans d'Afrique, Frank Talk, Glendora Review, Hambone, Hei Voetsek!, Joe, L'Autre Afrique, Lamalif, Mfumu'eto, Molotov Cocktail, Moto, Okyeame, Revue Noire, Savacou, Souffles, Spear, Staffrider, Straight No Chaser, The Book of Tongues, The Cricket - Black Music in Evolution, The Liberator Magazine, The un-collected writings of Greg Tate, Third Text, Tsotso, Two Tone, Unir Cinéma, Wietie, Y Magazine (primi cinque numeri).
Alcuni artisti, scrittori e intellettuali sono stati invitati a contribuire alla presentazione delle riviste con testi e video. Hanno contribuito alla Chimurenga Library Rustum Kozain, Vivek Narayanan, Patrice Nganang, Khulile Nxumalo, Sean O'Toole, Achal Prabhala, Suren Pillay, Lesego Rampolokeng, Tracey Rose, Ivan Vladislavic, Barbara Murray, Akin Adesokan, Nicole Turner, Tunde Giwa, Brian Chikwava, Judy Kibinge, Olu Oguibe, Sam Kahiga, Mike Abrahams, Sola Olorunyomi, Marie-Louise Bibish Mumbu, Nadi Edwards, Brent Hayes Edwards, Sharifa Rhodes Pitts, Jean-Pierre Bekolo e Aryan Kaganof.
Nel 2009 Chimurenga Library è allestita con il titolo Chimurenga Library: An introspective of Chimurenga Magazine all'interno della Biblioteca Centrale Pubblica di Città del Capo come una serie di percorsi multimediali (reading routs/strade di lettura e sound posts) ed eventi dal vivo (musica, letture ad alta voce, incontri con gli autori, proiezioni e wiki workshop durante i quali gli studenti coinvolti nel progetto erano invitati a contribuire a voci di Wikipedia). L'idea alla base dell'allestimento è di ripensare la biblioteca come un laboratorio che stimola curiosità, avventure, riflessioni critiche, attivismo, intrattenimento e letture casuali. Oltre alla presentazione di periodici panafricani indipendenti, l'allestimento presenta l'esposizione Why Must A Black Writer Write About Sex - Perché uno scrittore nero deve per forza scrivere di sesso - una selezione di scene di sesso tratte dalla letteratura africana che mettono in discussione stereotipi letterari e sessuali.

### PASS Pan African Space Station
PASS Pan African Space Station è un programma radiofonico di 30 giorni online e in spazi pubblici di Città del Capo. L'iniziativa è promossa da Ntone Edjabe e Neo Muyanga (The Heliocentrics) in collaborazione con l'Africa Centre ed ha avuto edizioni nel 2008, 2009 e 2010.

### Pilgrimages
Pilgrimages ha spedito per due settimane 14 scrittori africani in 13 città africane e in una città del Brasile a esplorare le complessità dei loro paesaggi urbani, commissionando dei libri di viaggio che raccontano i loro viaggi e la prima coppa del mondo di calcio africana di Città del Capo. Gli scrittori selezionati e le città che hanno esplorato sono Akenji Ndumu ad Abidjan, Kojo Laing a Città del Capo, Funmi Iyanda a Durban, Doreen Baingana a Hargheisa, Chris Abani a Johannesburg, Victor LaValle a Kampala, Nimco Mahamud Hassan a Khartum, Alain Mabanckou a Lagos, Billy Kahora a Luanda, Nicole Turner a Nairobi, Abdourahman Waberi a Salvador, Uzodinma Iweala a Timbuctù, Uzodinma Iweala a Timbuctù e Binyavanga Wainaina a Touba. Pilgrimages è promosso dal Centro Chinua Achebe per scrittori e artisti africani del Bard College in collaborazione con Chimurenga, Kwani Trust e Kachifo Limited e con il sostegno tra gli altri della Fondazione Open Society sede del Sudafrica, Fondazione Karibu, Fondazione Doen, Fondazione Heinrich Böll e Hivos.

### African Cities Reader
African Cities Reader è una pubblicazione dedicata alle trasformazioni urbane africane e realizzata in collaborazione con l'istituto African Centre for Cities dell'Università di Città del Capo e con il sostegno della Fondazione Rockefeller. I volumi della pubblicazione sono curati da Ntone Edjabe e Edgar Pieterse..
- African Cities Reader I: Pan-African Practices. Contribuiscono tra gli altri Chris Abani, Nuruddin Farah, Akin Adesokan, Gabeba Baderoon, Karen Press, José Eduardo Agualusa, Ashraf Jamal, Dominique Malaquais, Annie Paul, Teju Cole e Achal Prabhala.
- African Cities Reader II: Mobilities & Fixtures